# Pterolophia sulcatithorax
Pterolophia sulcatithorax là một loài bọ cánh cứng trong họ Cerambycidae.